# Mike Windischmann
Michael Windischmann, né le 6 décembre 1965 à Nuremberg en Allemagne, est un ancien joueur international américain de soccer ayant évolué au poste de défenseur.

## Biographie

### Carrière en sélection
Avec l'équipe des États-Unis, il joue 51 matchs (pour aucun but inscrit) entre 1984 et 1990. Il figure notamment dans le groupe des sélectionnés lors de la Coupe du monde de 1990. Lors du mondial il joue trois matchs : contre la Tchécoslovaquie, l'Italie et enfin l'Autriche.
Il participe également aux Jeux olympiques de 1988. Lors du tournoi olympique, il joue un match contre l'Argentine.
Il joue enfin deux coupes du monde de futsal : en 1989 puis en 1992.